# U 23 (U-Boot, 1913)
U 23 war ein U-Boot der deutschen Kaiserlichen Marine.

## Bau und Indienststellung
Das Boot war ein sogenanntes Zweihüllenboot, als Hochseeboot in einem Amtsentwurf konzipiert. Das Boot wurde am 18. März 1911 bei der Germaniawerft in Kiel in Auftrag gegeben und am 21. Dezember 1911 auf Kiel gelegt. Der Stapellauf erfolgte am 10. Oktober 1912, die Indienststellung am 11. September 1913 unter dem Kommando von Kapitänleutnant Erwin Weisbach.

## Technik
Das U-Boot war 64,7 m lang und 6,32 m breit und hatte einen Tiefgang von 3,45 m sowie eine Verdrängung von 669 Tonnen über und 864 Tonnen unter Wasser. Die Besatzung bestand aus 35 Mann, davon vier Offiziere. Die Maschinen für die Überwasserfahrt waren zwei Sechs-Zylinder-Zweitakt Dieselmotoren mit zusammen 1.324 kW (1.800 PS) und wurden auf der Germaniawerft in Kiel gebaut. Zur Unterwasserfahrt kamen zwei SSW-Doppel-Modyn-Elektromotoren mit zusammen 883 kW (1.200 PS) zum Einsatz. Damit waren Geschwindigkeiten von 16,7 kn über Wasser bzw. 10,3 kn unter Wasser möglich. Der Aktionsradius des Boots betrug bis zu 9910 NM bei Überwasserfahrt. Bei getauchter Fahrt mit 5 kn Marschgeschwindigkeit wurden bis zu 85 NM erreicht. Die maximale Tauchtiefe betrug 50 Meter. Die sechs mitgeführten Torpedos konnten über zwei Bug- und zwei Heckrohre verschossen werden. Das 8,8-cm-Geschütz wurde 1916 durch ein weiteres 8,8-cm-Geschütze ergänzt.

## Einsätze und Verbleib
U 23 unternahm insgesamt 16 Feindfahrten, auf denen es sieben Handelsschiffe mit einer Gesamttonnage von 8.822 BRT versenkte. Nach anderen Quellen waren es nur drei Patrouillenfahrten.
U 23 sank beim Angriff einer britischen U-Boot-Falle am 20. Juli 1915. Der Fischdampfer Princess Louise, der das britische U-Boot C 27 im Schlepp hatte, sichtete U 23. Der Kapitän des Dampfers gab diese Information an das britische U-Boot weiter, währenddessen das Telefonkabel riss. Hierauf löste der britische U-Boot-Kommandant die Schleppverbindung und feuerte einen Torpedo ab, der sein Ziel verfehlte. Um Zeit zu gewinnen, täuschte die Besatzung des Fischdampfers vor, in scheinbarer Panik ihr Schiff zu verlassen, wodurch sich der deutsche U-Boot-Kommandant allerdings nicht täuschen ließ. Hierauf hisste die Besatzung auf der Princess Louise die britische Kriegsflagge und eröffnete das Feuer. Währenddessen feuerte C 27 einen zweiten Torpedo, der U 23 hinter dem Turm traf und versenkte. Die letzte Position des Boots war nahe der schottischen Insel Fair Isle 58° 55′ N, 0° 14′ O. Von der – zu diesem Zeitpunkt 34-köpfigen – Besatzung überlebten zehn, davon vier Offiziere und 6 Unteroffiziere, 24 Mann wurden getötet.

### Versenkte Schiffe (Auswahl)
Die folgende Liste enthält Schiffe mit einer Tonnage von mehr als 1000 Bruttoregistertonnen, die von U 23 versenkt wurden:
- Britischer Dampfer Invergyle (1.794 BRT) am 13. März 1915[11]
- Britischer Passagierdampfer Fingal (1.562 BRT) am 15. März 1915[12]
- Norwegischer Dampfer Minerva (3.735 BRT) am 22. Mai 1915[13]

## Kommandanten
| Dienstgrad           | Name                  | von                | bis               |
| -------------------- | --------------------- | ------------------ | ----------------- |
| Kapitänleutnant      | Erwin Weisbach        | 11. September 1913 | 25. November 1914 |
| Kapitänleutnant      | Hans Adam             | 26. November 1914  | 17. Dezember 1914 |
| Kapitänleutnant      | Egenolf von Berckheim | 18. Dezember 1914  | 12. Januar 1915   |
| Oberleutnant zur See | Hans Schultheß        | 13. Januar 1915    | 20. Juli 1915     |